# Andrea Blanqué

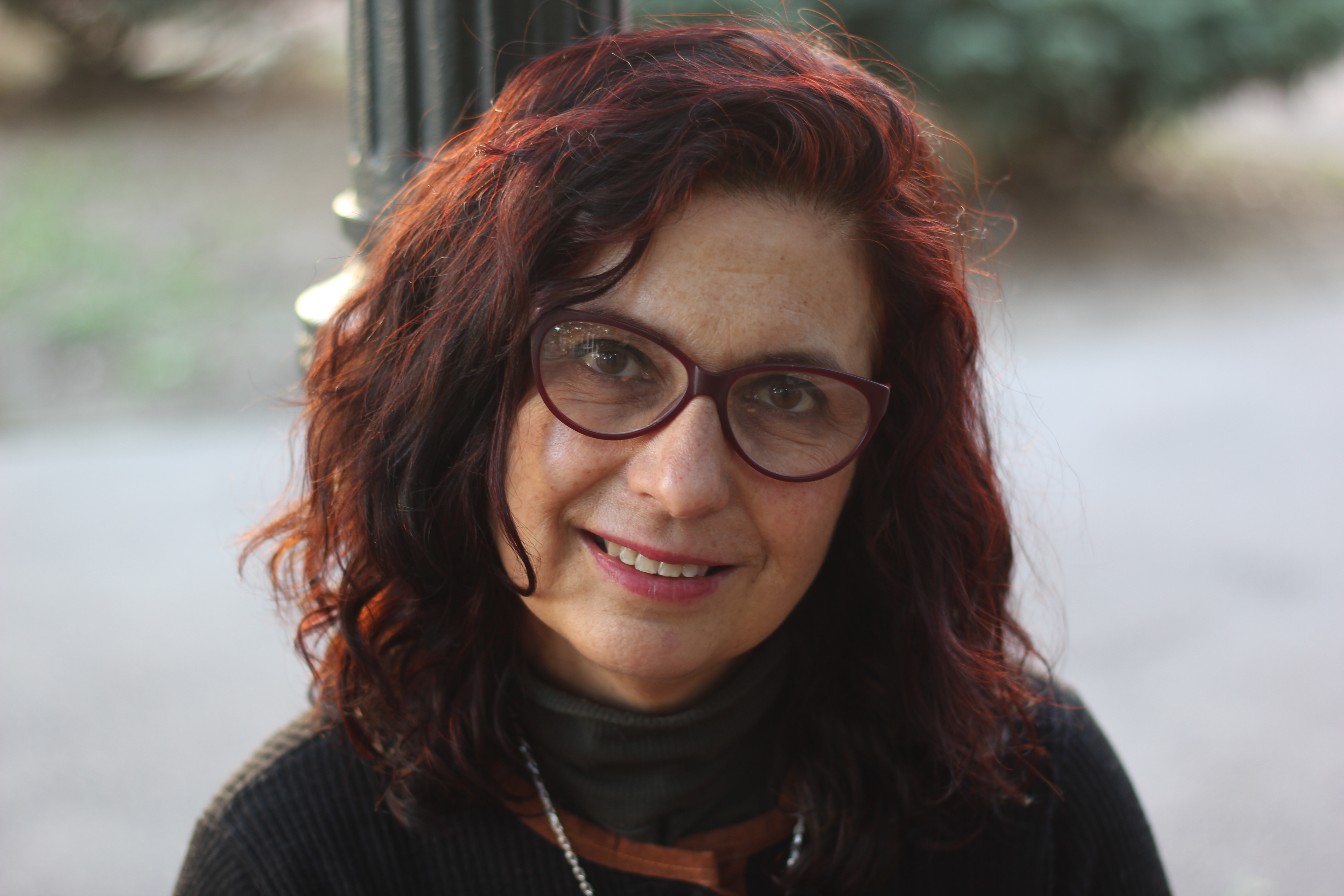
Andrea Blanqué (2020)

Andrea Blanqué (* 26. Juli 1959 in Montevideo) ist eine uruguayische Autorin. Ihr Roman Die Passantin (spanisch La Pasajera) wurde 2006 mit dem LiBeraturpreis ausgezeichnet.

## Leben
Andrea Blanqué stammt aus einer katalanischen Familie. Sie studierte Literatur und Philologie in Uruguay und Spanien. Sie schreibt für El Pais Cultural und wurde durch ihre Porträts von schreibenden Frauen bekannt. Blanqué veröffentlichte zahlreiche Gedichte und Erzählungen. Ihr zweiter Roman La pasajera (2003) wurde mit mehreren Literaturpreisen ausgezeichnet. Blanqué unterrichtet am Instituto de Profesores Artigas (IPA).

## Werk
Blanqués Roman Die Passantin handelt von einer 37-jährigen, alleinerziehenden Mutter zweier Kinder. Sie unterrichtet an einer Abendschule und schreibt „eine Art intimes Tagebuch“. Jahre zuvor ist sie als Tramperin um die Welt gereist.
Der Rezensent Uwe Stolzmann bewundert den „Mut zur Schlichtheit“ und schreibt, es sei eigentlich ein Roman über das Abenteuer des Schreibens.

„Die stete Erschaffung der Welt durch Wörter, die Schöpfung, unschuldig, auf einem leeren Blatt Papier.“

## Werke

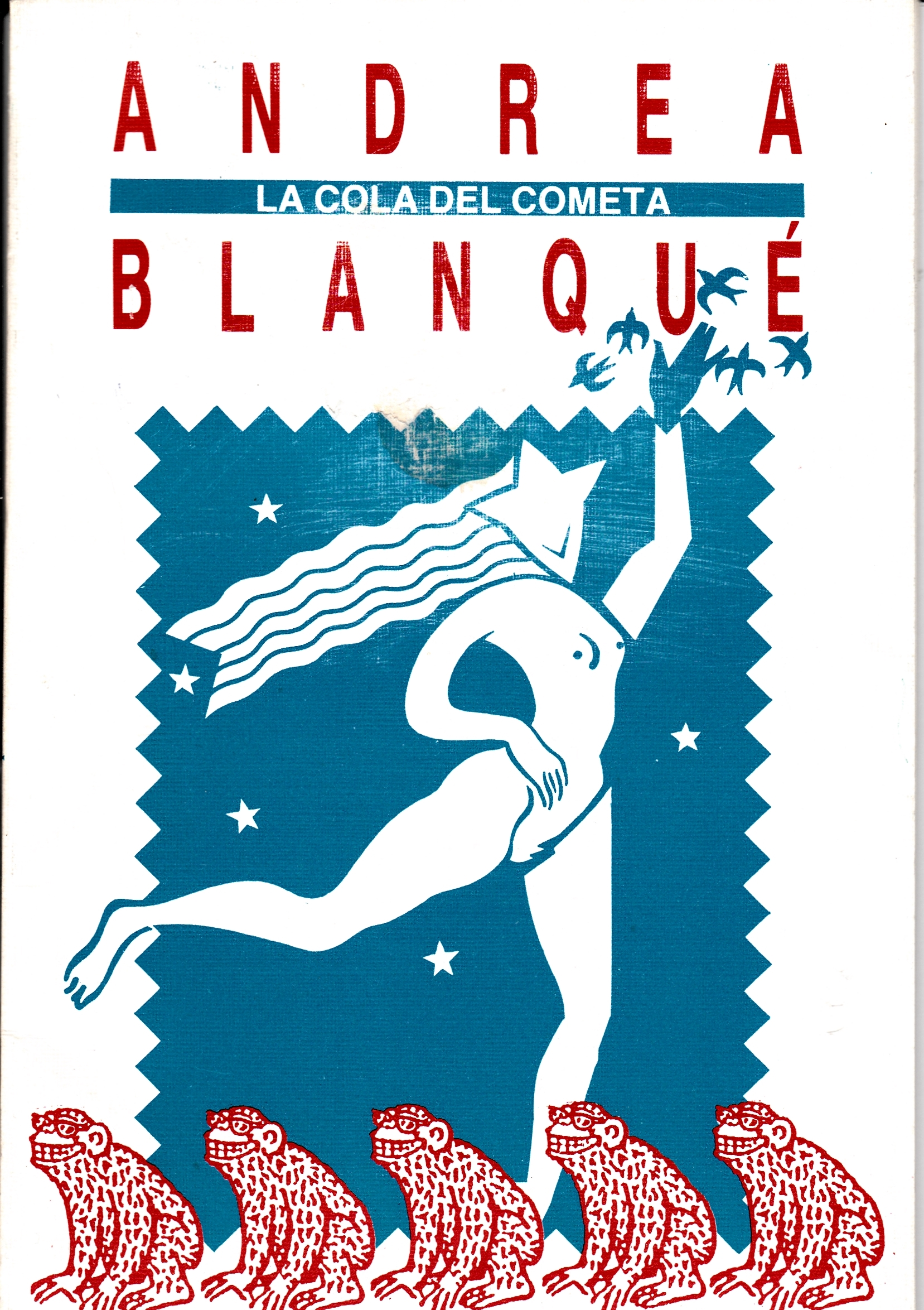
La cola del cometa war 1988 ihr erster Gedichtband

### Gedichte
- La cola del cometa. 1988.
- Antología del retrete. Grafitis de los baños de mujeres. (Anthologie) 1991.
- Canción de cuna para un asesino. 1992.
- El cielo sobre Montevideo. 1997.
- El año del lápiz. 2019.

### Erzählungen
- Y no fueron felices. 1990.
- Querida muerte. 1993.
- La piel dura. 1999.

### Romane
- La Sudestada. 2001.
- La Pasajera. 2002
  - Die Passantin (übersetzt von Sybille Martin). Rotpunktverlag, Zürich 2005. ISBN 3-85869-300-6.
- Atlántico. 2006.
- Fragilidad. 2008.
- He venido a ver las ballenas.  2017.
- Tapa de El año del lápiz. 2019.